# Brackenridgea elegantissima
Brackenridgea elegantissima är en tvåhjärtbladig växtart som först beskrevs av Nathaniel Wallich, och fick sitt nu gällande namn av Kanis. Brackenridgea elegantissima ingår i släktet Brackenridgea och familjen Ochnaceae. Inga underarter finns listade i Catalogue of Life.